# 杜德 (華民政務司)
杜德（英語：Ronald Ruskin Todd，1902年3月23日—1980年4月25日），英國殖民地官員，1946年至1955年出任華民政務司，同時兼任行政及立法兩局官守議員，任內曾六度署任輔政司一職。
杜德在1924年加入香港政府，1936年至1939年擔任市政局主席，1941年一度出任署理財政司，但在第二次世界大戰期間遭日軍拘禁。在華民政務司任內，他曾經處理1951年11月的東頭村大火，以及應對在1952年3月發生的「粵穗慰問團事件」。

## 生平

### 早年生涯
杜德在1902年3月23日生於英國劍橋郡希斯頓（Histon），為A·E·托德（A. E. Todd）的長子。杜德早年入讀劍橋及郡立高校（Cambridge and County High School），及後取得獎學金考入劍橋大學伊曼紐爾學院，他在校內表現優異，1924年獲文學士榮譽學位畢業，後來又於1928年獲得文學碩士學位。大學畢業同年，他在英政府的公開招聘試中脫穎而出，於12月19日獲聘用為遠東的殖民地官學生，旋於翌年1月25日加入香港政府工作。

### 殖民地生涯

#### 投身港府
投身港府初年，杜德在1925年初被派往華民政務司署，同年改任北約理民府助理田土官，協助丈量新界土地。他在1927年6月通過廣東話考試後，復獲調回華民政務司署工作，協助執行和規劃與香港華人有關的政策，同年也獲港府奉委為官守太平紳士。在1930年，杜德調任為出入口管理處助理監督，任內曾於1931年署任監督一職。在1933年5月，他重返華民政務司署，出任總助理華民政務司，至1936年為止。
在1936年1月1日，港府把原有的潔淨局改組為市政局，杜德遂於同年3月出任市政局主席兼衛生局局長。為改革市政衛生和減少小販數目，他在任內藉著市政局擁有簽發小販牌照的權力，對小販行業加以規管，並草擬了《杜德備忘錄》，計劃調高小販牌照費用和加入嚴格的衛生條款，從而希望縮減及壓制小販的數量和規模。不過，有關政策在當時引來不少批評，其中，立法局華人非官守議員羅文錦更直指杜德胡亂詮釋小販法律，強迫小販放棄本業，最終迫使港府大致撤回政策。
在出任市政局主席期間，杜德還在1938年1月獲任命為勞工保護官，以及在同年3月以市政局主席的身份擔任房屋委員會（Housing Commission）委員，該委員會在1935年由港督貝璐爵士成立，負責專門研究香港居住環境擠迫的問題。委員會後來於1938年10月發表調查報告，報告除了提出設立專責單位處理城市規劃和房屋事務外，又建議港府聘請英國專家審視房屋問題。不過，報告不贊成由港府興建公營房屋，但傾向支持由港府協助慈善團體興建廉價房屋，為低下階層提供居所。
第二次世界大戰在1939年爆發後，杜德在同年9月4日一度兼任食物管制官，但旋於同月17日卸任市政局主席和其他職務，改任助理財政司，並於10月18日成立的戰時收益委員會（War Revenue Committee）中出任秘書。在1941年2月，杜德進一步接替休假的畢打士（H. R. Butters）出任署理財政司，成為行政及立法兩局官守議員，他從畢打士接過的職務，還包括出任戰時收益委員會委員、孤兒寡婦金理事和香港大學校董。杜德署任財政司的時期，香港局勢日益不穩，中國大陸的難民因逃避戰亂而南逃來港，人口急升造成香港市面輔幣短缺。鑑於鑄造輔幣需時，杜德任內決定首度印製一仙、五仙和一毫紙幣，以濟燃眉之急。這批紙幣全部在香港印製，並印有編號和杜德本人的簽名。
在1941年11月，杜德復出任政府白米壟斷管制理事會理事，負責監管香港的白米供應。雖然如此，在1941年12月，日軍隨著太平洋戰爭爆發而揮軍香港，觸發香港保衛戰，港府於同年12月25日宣佈投降，杜德結果與港督楊慕琦爵士和輔政司詹遜等主要官員一同遭日方拘禁。一直到1945年8月日本無條件投降和香港重光後，杜德才得以獲釋，返回英國休養。

#### 華民政務司
在1946年5月，香港恢復文治政府，港府有見杜德通曉中文，加上長期於華民政務司署和市政局等與民生息息相關的部門工作，於是決定起用他，以一級官學生身份接替鶴健士（B. C. K. Hawkins）出任華民政務司，並再一次出任行政及立法兩局官守議員。杜德嘗言自己愛好中國文化，一直希望出任華民政務司也是眾所周知的「秘密」。在任內，他曾經處理1951年11月的東頭村大火，以及在1952年3月發生的「粵穗慰問團事件」。在事件中，廣東省地方民眾為賑濟東頭村大火的災民，於是組成「粵穗慰問團」計劃訪港探訪災民；同時間，香港的親中團體也組成「歡迎粵穗慰問團籌備委員會」，準備歡迎工作。可是，港府認為訪問具政治動機，且置港府於尷尬局面，因此不願「慰問團」訪港。
有見及此，杜德在1952年2月29日會見「籌委會」時強調，「粵穗慰問團」不能如期在3月1日抵港，「慰問團」須按正常程序申請抵港，最快要到3月8日才可前往香港。然而，杜德未能拖延「慰問團」訪港的計劃，「慰問團」在3月1日企圖強行進入香港。同日，香港也有一批市民發起到羅湖邊防歡迎「慰問團」，但「慰問團」與歡迎民眾均被香港警方阻止和驅散，部份無法前往羅湖的民眾不滿警方行動，遂在九龍地區聚眾起事，造成大規模衝突。港府最後要出動防暴警察和啹喀兵維持秩序，才能平息騷亂。
杜德出任華民政務司，一任九年，任內主持不少社區設施的奠基和啟用儀式，又常常與夫人出席各類大小官式場合和訪問。此外，他還曾經六度署任輔政司的職務。杜德在1955年3月卸任華民政務司一職，展開退休生涯。臨行前，香港各界舉行歡送大會餞別杜德夫婦，另又舉行籌款活動，最終籌集得8萬港元善款，移交華民政務司署成立「杜德基金」（The Todd Fund）作慈善用途。

### 晚年生涯
杜德退休後定居於英格蘭根德郡小鎮七橡樹（Sevenoaks），未有再出任其他公職。他在1980年4月25日卒於當地，終年78歲。除了在1927年獲港府奉委為官守太平紳士外，杜德畢生未有獲英廷頒授任何勳銜。

## 個人生活

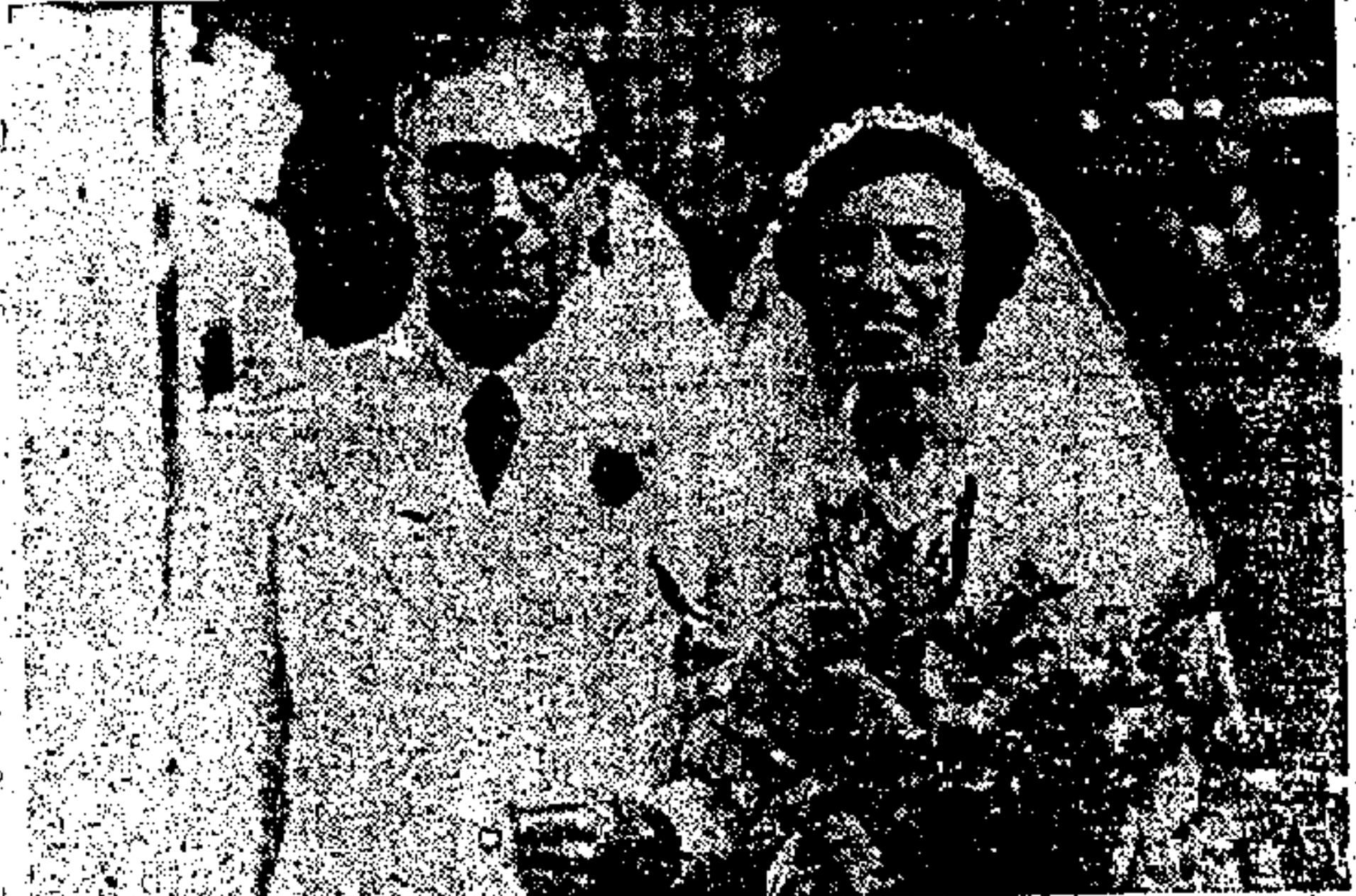
杜德與麥芝合影

杜德在1947年8月23日迎娶麥芝·格里菲斯（Madge Griffiths）為妻。麥芝來自默西賽德郡沃拉西（Wallasey），是H·格里菲斯上尉（Captain H. Griffiths）之幼女。杜德夫婦與香港關係密切，兩人在香港認識，兩人的婚禮在香港中環聖約翰座堂舉行時，時任港督葛量洪爵士伉儷、兩局議員、以及華人代表何東爵士和羅旭龢爵士等各界人士均有出席到賀。杜德夫婦育有的一名兒子，也是在香港出生。
杜德的興趣是打網球，他生前是皇家英聯邦學會會員。

## 榮譽
- J.P. （官守，1927年[7]）

## 注腳
1. 1 2 3 4 5 6  Who Was Who. London: A & C Black, 1996.
2. 1 2 3  The Dominions Office and Colonial Office List 1934. Great Britain: Waterlow & Sons, Ltd., 1934.
3. ↑  "Issue 32999 （页面存档备份，存于）", London Gazette, 5 December 1924, p.20.
4. 1 2 3 4 5  〈華民政務司杜德下月退休，鶴健士將繼任〉，《工商日報》第五頁，1955年2月5日。
5. 1 2 3 4 5  〈昨晚全港紳商名號歡送華民司杜德盛況〉，《工商日報》第五頁，1955年3月8日m
6. ↑  "No. 740 （页面存档备份，存于）", The Hong Kong Government Gazette. Hong Kong: Hong Kong Government, 24 December 1925.
7. 1 2 3  "No. 336 - Justices of the Peace 1928", The Hong Kong Government Gazette. Hong Kong: Hong Kong Government, 15 June 1928.
8. ↑  "No. 675 （页面存档备份，存于）", The Hong Kong Government Gazette. Hong Kong: Hong Kong Government, 7 November 1930.
9. ↑  "No. 689", The Hong Kong Government Gazette. Hong Kong: Hong Kong Government, 29 October 1931.
10. ↑  "No. 350", The Hong Kong Government Gazette. Hong Kong: Hong Kong Government, 16 May 1933.
11. 1 2  Hamilton, Geoffrey Cadzow, Government Departments in Hong Kong, 1841-1969. Hong Kong: Government Printer, 1969.
12. 1 2  西巽，〈海外——大牌檔與香港熟食小販簡史〉，《晶報》，2011年8月28日。
13. ↑  "No. 30 （页面存档备份，存于）", The Hong Kong Government Gazette. Hong Kong: Hong Kong Government, 11 January 1938.
14. 1 2  Report of the Housing Commission 1935. Hong Kong: Noronha Co. & Ltd., 1938.
15. ↑  "Mr. Butters Leaving on Furlough", The China Mail, 20 February 1941, page 7.
16. 1 2  Report of the War Revenue Committee. Hong Kong: Noronha Co. & Ltd., 1940.
17. ↑  Littlewood, Michael, Taxation without Representation. Hong Kong: Hong Kong University Press, 2010.
18. ↑  "No. 234 （页面存档备份，存于）", The Hong Kong Government Gazette. Hong Kong: Hong Kong Government, 26 February 1941.
19. ↑  "No. 1021 （页面存档备份，存于）", The Hong Kong Government Gazette. Hong Kong: Hong Kong Government, 28 February 1941.
20. 1 2 3  "The Hong Kong Government Issued Bank Notes", Rod Sell's Homepage, 11 September 1999.
21. ↑  "No. 1378", The Hong Kong Government Gazette. Hong Kong: Hong Kong Government, 15 November 1941.
22. ↑  The Colonial Office List 1953. Great Britain: HM Stationery Office, 1953.
23. ↑  〈華民政務司杜德召街坊會首長，商東頭村賑災問題〉，《工商日報》第五頁，1952年1月8日。
24. 1 2 3 4 5  周奕，《香港左派鬥爭史》。香港：利訊出版社，2009年。
25. ↑  〈杜德慈善基金經募獲八萬元〉，《工商日報》第六頁，1956年4月17日。
26. ↑  "Issue 48178", London Gazette, 7 May 1980, p.28.
27. ↑  〈華民政務司杜德結婚典禮盛況〉，《工商日報》第一張第三頁，1947年8月23日。

### 中文資料
- 〈華民政務司杜德結婚典禮盛況〉，《工商日報》第一張第三頁，1947年8月23日。
- 〈華民政務司杜德召街坊會首長，商東頭村賑災問題〉，《工商日報》第五頁，1952年1月8日。
- 〈華民政務司杜德下月退休，鶴健士將繼任〉，《工商日報》第五頁，1955年2月5日。
- 〈昨晚全港紳商名號歡送華民司杜德盛況〉，《工商日報》第五頁，1955年3月8日。
- 〈杜德慈善基金經募獲八萬元〉，《工商日報》第六頁，1956年4月17日。
- 周奕，《香港左派鬥爭史》。香港：利訊出版社，2009年。
- 西巽，〈海外——大牌檔與香港熟食小販簡史〉，《晶報》，2011年8月28日。網頁[永久]

### 英文資料
- The Dominions Office and Colonial Office List 1934. Great Britain: Waterlow & Sons, Ltd., 1934.
- Report of the Housing Commission 1935. Hong Kong: Noronha Co. & Ltd., 1938. 網上版本 （页面存档备份，存于）
- Report of the War Revenue Committee. Hong Kong: Noronha Co. & Ltd., 1940. 網上版本
- "Mr. Butters Leaving on Furlough", The China Mail, 20 February 1941, page 7.
- The Colonial Office List 1953. Great Britain: HM Stationery Office, 1948.
- The Colonial Office List 1953. Great Britain: HM Stationery Office, 1953.
- Hamilton, Geoffrey Cadzow, Government Departments in Hong Kong, 1841-1969. Hong Kong: Government Printer, 1969.
- Who Was Who. London: A & C Black, 1996.
- "The Hong Kong Government Issued Bank Notes", Rod Sell's Homepage, 11 September 1999. 網頁 （页面存档备份，存于）
- Littlewood, Michael, Taxation without Representation. Hong Kong: Hong Kong University Press, 2010. 網上版本

## 外部連結
- 立法局惜別辭 （页面存档备份，存于），1955年3月2日

| 政府职务              | 政府职务                                    | 政府职务      |
| --------------------- | ------------------------------------------- | ------------- |
| 前任： 嘉利           | 市政局主席兼 衛生局局長 1936年3月-1939年9月 | 繼任： 嘉利   |
| 前任： 畢打士         | 署理財政司 1941年2月-11月                   | 繼任： 畢打士 |
| 前任： 鶴健士（軍管） | 華民政務司 1946年5月-1955年3月              | 繼任： 鶴健士 |